# Liste der Baudenkmäler in Böbrach

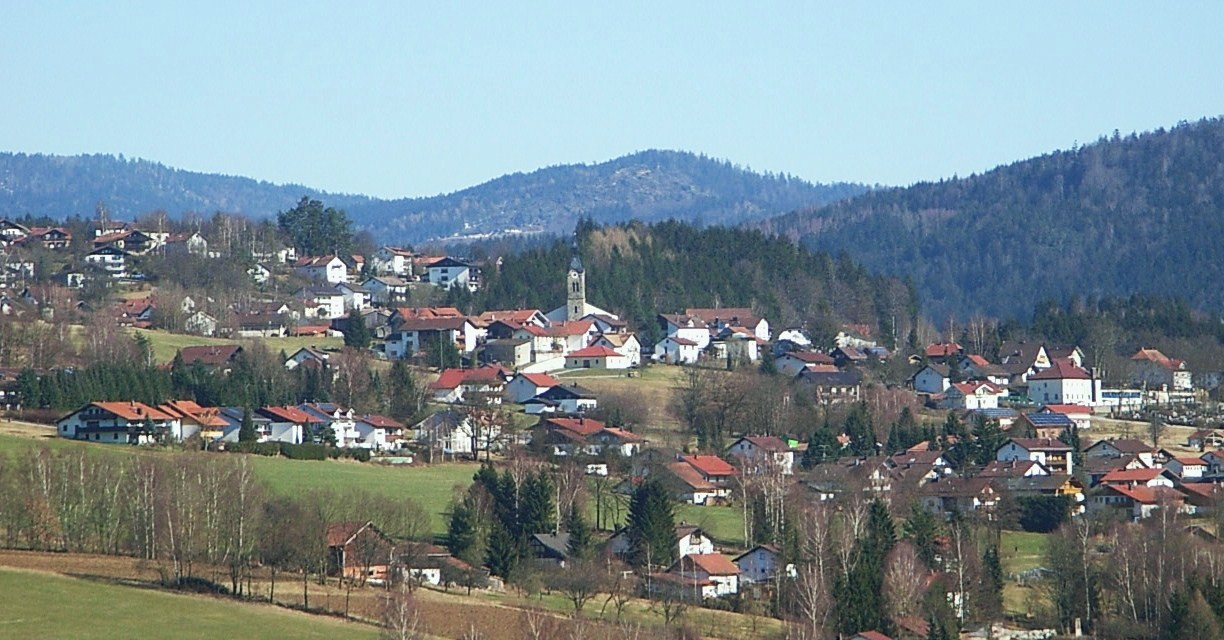
Blick auf Böbrach

Auf dieser Seite sind die Baudenkmäler in der niederbayerischen Gemeinde Böbrach zusammengestellt. Diese Tabelle ist eine Teilliste der Liste der Baudenkmäler in Bayern. Grundlage ist die Bayerische Denkmalliste, die auf Basis des Bayerischen Denkmalschutzgesetzes vom 1. Oktober 1973 erstmals erstellt wurde und seither durch das Bayerische Landesamt für Denkmalpflege geführt wird. Die folgenden Angaben ersetzen nicht die rechtsverbindliche Auskunft der Denkmalschutzbehörde.

## Baudenkmäler nach Ortsteilen

### Böbrach
| Lage                            | Objekt                                         | Beschreibung | Akten-Nr.             | Bild           |
| ------------------------------- | ---------------------------------------------- | --- | --------------------- | -------------- |
| Asbacher Straße 1 (Standort)    | Turm der katholischen Pfarrkirche St. Nikolaus | Dreigeschossig mit Spitzhelm und Laterne, Neurenaissance, 1885 (Kirchenbau von 1961/62); mit Ausstattung; Kriegerdenkmal für die Gefallenen beider Weltkriege, Inschrifttafel in Ädikulaform, bezeichnet mit 1921, später mit Gefallenen des II. Weltkriegs ergänzt; ehemalige Kirchhofmauer, erhaltener Teil nach Westen, Bruchstein, 18./19. Jahrhundert. | D-2-76-118-1 Wikidata | weitere Bilder |
| St.-Wolfgangs-Weg 18 (Standort) | Wohnteil eines Einfirsthofes                   | Zweigeschossiger Flachsatteldachbau, Blockbau, erste Hälfte 19. Jahrhundert. | D-2-76-118-4 Wikidata | BW             |
| St.-Wolfgangs-Weg 25 (Standort) | Waldkapelle St. Wolfgang                       | Satteldachbau mit kleiner Konche, Flankenturm nach Westen, Heiligennische nach Osten, 1849; mit Ausstattung; vierzehn Kreuzwegstationen, Reliefs wohl 1850, Stelen zweite Hälfte 20. Jahrhundert; Gedenkkreuz, schlankes Gusseisenkruzifix auf Granitsockel, zweite Hälfte 19. Jahrhundert.                                                                 | D-2-76-118-5 Wikidata | BW             |

### Bärnerau
| Lage                      | Objekt   | Beschreibung | Akten-Nr.     | Bild |
| ------------------------- | -------- | --- | ------------- | ---- |
| Bärnerauweg 26 (Standort) | Einödhof | zweigeschossiger Satteldachbau, bestehend aus Wohnteil mit Blockbau-Obergeschoss, verputzt, kleinem Stall und Stadel als verbretterte Ständerkonstruktion, mit vorgelagerter Bruchsteingred, wohl 1874, Überformungen im 2. Viertel des 20. Jh.; Backhaus, kleiner Satteldachbau, Bruchstein, um 1900 | D-2-76-118-48 | BW   |

### Berghaus
| Lage                  | Objekt                       | Beschreibung                                                                                | Akten-Nr.              | Bild |
| --------------------- | ---------------------------- | ------------------------------------------------------------------------------------------- | ---------------------- | ---- |
| Berghaus 2 (Standort) | Wohnteil eines Einfirsthofes | Zweigeschossiger Satteldachbau, Obergeschoss Blockbau, wohl erstes Viertel 19. Jahrhundert. | D-2-76-118-32 Wikidata | BW   |

### Böbrachmühle
| Lage                      | Objekt | Beschreibung | Akten-Nr.             | Bild  |
| ------------------------- | ------ | --- | --------------------- | ----- |
| Böbrachmühle 1 (Standort) | Mühle  | Zweigeschossiger Schopfwalmdachbau mit Putzgliederungen, Giebel verschindelter Blockbau, Portal bezeichnet mit 1833; Sägewerk, eingeschossiger Satteldachbau, Radstube nach Osten mit Pultdach, Holzständerwerk, mit zwei großen Wasserrädern, erste Hälfte 19. Jahrhundert. | D-2-76-118-6 Wikidata | Mühle |

### Dirnberg
| Lage                  | Objekt          | Beschreibung | Akten-Nr.             | Bild |
| --------------------- | --------------- | --- | --------------------- | ---- |
| Dirnberg 2 (Standort) | Kleinbauernhaus | Zweigeschossiger Blockbau mit flach geneigtem Satteldach, 1796 (dendrochronologisch datiert), nach Westen ehemaliger Stadel. Sanierung wurde 2018 mit der Denkmalschutzmedaille ausgezeichnet. | D-2-76-118-7 Wikidata | BW   |

### Eck
| Lage             | Objekt                       | Beschreibung                                                                                                  | Akten-Nr.              | Bild           |
| ---------------- | ---------------------------- | --- | ---------------------- | -------------- |
| Eck 1 (Standort) | Brauerei-Gasthof             | Stattlicher zweigeschossiger Satteldachbau mit Putzgliederungen, Portal bezeichnet mit 1808.                  | D-2-76-118-9 Wikidata  | weitere Bilder |
| Eck 2 (Standort) | Hauskapelle des Gasthofs Eck | Satteldachbau mit eingezogenem, dreiseitig geschlossenem Chor, erste Hälfte 19. Jahrhundert; mit Ausstattung. | D-2-76-118-10 Wikidata | BW             |

### Etzendorf
| Lage                                                 | Objekt    | Beschreibung | Akten-Nr.              | Bild |
| ---------------------------------------------------- | --------- | --- | ---------------------- | ---- |
| Etzendorf 1 (Standort)                               | Hakenhof  | Zweigeschossiger Flachsatteldachbau, Obergeschoss Blockbau, nach Westen Stallteil, erste Hälfte 19. Jahrhundert.                                                                          | D-2-76-118-11 Wikidata | BW   |
| Etzendorf 2; Flur Etzendorf; in Etzendorf (Standort) | Kapelle   | Satteldachbau, halbrund geschlossen, giebelseitig mit Totenbrettern, Mitte 19. Jahrhundert; mit Ausstattung.                                                                              | D-2-76-118-14 Wikidata | BW   |
| Etzendorf 16 (Standort)                              | Einzelhof | Zweigeschossiger Satteldachbau mit Traufseitschrot, Blockbau, zum Teil massiv, nach Norden Stadel, wohl 18. Jahrhundert, Dach später.                                                     | D-2-76-118-13 Wikidata | BW   |
| Schockfeld (Standort)                                | Kapelle   | Steildachbau mit Dachüberstand, halbrund geschlossen, erste Hälfte 19. Jahrhundert; Gedenkkreuz, Granitstele mit Voluten, darüber Gusseisenkruzifix, wohl erstes Viertel 19. Jahrhundert. | D-2-76-118-15 Wikidata | BW   |

### Gstaudach
| Lage                    | Objekt                                    | Beschreibung | Akten-Nr.              | Bild           |
| ----------------------- | ----------------------------------------- | --- | ---------------------- | -------------- |
| Gstaudach 16 (Standort) | Wohnstallhaus eines ehemaligen Hakenhofes | Eineinhalbgeschossiger Flachsatteldachbau, Blockbau, wohl erstes Viertel 19. Jahrhundert.                                    | D-2-76-118-17 Wikidata | BW             |
| Wiedenholz (Standort)   | Wegkapelle                                | Kleiner Satteldachbau mit mächtigen Außenmauern, halbrund geschlossen, wohl erstes Viertel 19. Jahrhundert; mit Ausstattung. | D-2-76-118-18 Wikidata | weitere Bilder |

### Haidsberg
| Lage                   | Objekt                                    | Beschreibung | Akten-Nr.              | Bild |
| ---------------------- | ----------------------------------------- | --- | ---------------------- | ---- |
| Haidsberg 5 (Standort) | Wohnstallhaus eines ehemaligen Hakenhofes | Zweigeschossiger Flachsatteldachbau, Blockbau mit umlaufender Hochlaube, nach Norden Stallteil, Anfang 19. Jahrhundert.            | D-2-76-118-19 Wikidata | BW   |
| Haidsberg 6 (Standort) | Waldlerhaus                               | Eineinhalbgeschossiger Flachsatteldachbau mit verbrettertem Giebelschrot, Blockbau, zum Teil ausgemauert, Ende 18. Jahrhundert.    | D-2-76-118-20 Wikidata | BW   |
| Haidsberg 8 (Standort) | Ausnahmhaus                               | Eineinhalbgeschossiger Flachsatteldachbau, Obergeschoss Blockbau, Giebelschrot mit gezopfter Schrotstange, Anfang 19. Jahrhundert. | D-2-76-118-21 Wikidata | BW   |

### Jägerhaus
| Lage                   | Objekt      | Beschreibung                                                                         | Akten-Nr.              | Bild |
| ---------------------- | ----------- | ------------------------------------------------------------------------------------ | ---------------------- | ---- |
| Jägerhaus 5 (Standort) | Einfirsthof | Zweigeschossiger Satteldachbau, Blockbau, nach Westen Stadel, Mitte 19. Jahrhundert. | D-2-76-118-23 Wikidata | BW   |

### Katzenbach
Ensemble Ortskern Katzenbach (Aktennummer E-2-76-118-1)
Das Ensemble umfasst die am Hang liegenden, teilweise erneuerten Gebäude des 18. und 19. Jahrhunderts mit Flachsatteldächern und einem Halbwalmdach. Die Traufseite von Haus Nummer 2 und die Giebelseite von Nummer 4 markieren die Fluchtlinie der ehemaligen regelmäßigen Bebauung, die sich an der T-förmigen Einmündung eines Seitenweges in den nach Böbrach führenden Weg gebildet hatte. Dies ist der Restbestand eines Dorfes, das auf die Rodungstätigkeit der Grafen von Bogen zurückzuführen ist, 1230 erstmals erwähnt wurde und 1242 zum Besitz der Wittelsbacher übergegangen war. In einer auffallend rückläufigen Tendenz verschwanden von den anfänglichen, 1312 genannten sechs Gütern bis zur Mitte des 18. Jahrhunderts zwei, bis zum 20. Jahrhundert ein weiteres; von den noch bestehenden wird wiederum nur mehr eines, Haus Nummer 6, voll landwirtschaftlich betrieben, während die übrigen, jetzt unter Haus Nummer 2 zusammengefassten Gründe durch Aufforstung wieder Waldcharakter annahmen – ein Beispiel dafür, dass die landwirtschaftliche Bearbeitung eines Rodungsgebietes in so rauer Gegend großer und ausdauernder Anstrengung bedarf.
| Lage                     | Objekt                   | Beschreibung | Akten-Nr.              | Bild |
| ------------------------ | ------------------------ | --- | ---------------------- | ---- |
| Katzenbach 2 (Standort)  | Ehemaliges Wohnstallhaus | Zweigeschossiger Halbwalmdachbau, Obergeschoss verschindelter Blockbau, Türsturz bezeichnet mit 1791.                                         | D-2-76-118-24 Wikidata | BW   |
| Katzenbach 4 (Standort)  | Ehemaliges Bauernhaus    | Zweieinhalbgeschossiger Flachsatteldachbau, Obergeschoss Blockbau mit Giebelschrot, nach Süden Stallstadelteil, Türsturz bezeichnet mit 1873. | D-2-76-118-25 Wikidata | BW   |
| In Katzenbach (Standort) | Kapelle                  | Steildachbau mit eingezogenem, parabelförmig geschlossenem Chor, Dachreiter mit Zwiebelhaube, 1789; mit Ausstattung.                          | D-2-76-118-27 Wikidata | BW   |

### Maisried
| Lage                   | Objekt                                                                  | Beschreibung | Akten-Nr.              | Bild |
| ---------------------- | ----------------------------------------------------------------------- | --- | ---------------------- | ---- |
| In Maisried (Standort) | Katholische Filialkirche St. Maria Magdalena, ehemalige Bergwerkskirche | Saalkirche mit Steildach und eingezogenem Langhaus, Chorscheitelturm mit Zwiebelhaube, Chor 16. Jahrhundert, Langhaus und Turm 1722; mit Ausstattung. | D-2-76-118-28 Wikidata | BW   |

### Meindlgrub
| Lage                    | Objekt          | Beschreibung | Akten-Nr.              | Bild |
| ----------------------- | --------------- | --- | ---------------------- | ---- |
| Meindlgrub 2 (Standort) | Kleinbauernhaus | Zweigeschossiger Satteldachbau mit Traufseitschrot, Obergeschoss Blockbau, nach Norden Stadel, wohl erstes Viertel 19. Jahrhundert. | D-2-76-118-29 Wikidata | BW   |

### Oberauerkiel
| Lage                         | Objekt                             | Beschreibung | Akten-Nr.              | Bild           |
| ---------------------------- | ---------------------------------- | --- | ---------------------- | -------------- |
| Oberauerkiel 7 (Standort)    | Katholische Filialkirche Herz Jesu | Saalkirche mit Steildach und eingezogenem, rundbogig geschlossenem Chor, Westturm mit Zwiebelhaube, neubarock, 1922/23; mit Ausstattung. | D-2-76-118-30 Wikidata | weitere Bilder |
| Oberauerkiel 13 a (Standort) | Wohnhaus                           | Blockbauteil eines ehemaligen Austragshauses, eingeschossiger Flachsatteldachbau mit Kniestock, Giebelschrot und profilierten Türstürzen, 19. Jahrhundert, 1980 von Frichlkofen 17 hierher transloziert und über neu aufgemauertem Kellergeschoss aufgebaut, massiver Anbau ergänzt. | D-2-76-118-42 Wikidata | BW             |

### Roppendorf
| Lage                    | Objekt                                  | Beschreibung | Akten-Nr.              | Bild |
| ----------------------- | --------------------------------------- | --- | ---------------------- | ---- |
| Roppendorf 7 (Standort) | Wohnteil eines ehemaligen Dreiseithofes | Zweigeschossiger Flachsatteldachbau mit Giebel-Stangenschrot, Obergeschoss Blockbau, erstes Viertel 19. Jahrhundert. | D-2-76-118-33 Wikidata | BW   |

### Schmalzgrub
| Lage                     | Objekt                                  | Beschreibung                                                 | Akten-Nr.              | Bild |
| ------------------------ | --------------------------------------- | ------------------------------------------------------------ | ---------------------- | ---- |
| Schmalzgrub 1 (Standort) | Traidkasten eines ehemaligen Hakenhofes | Zweigeschossiger Satteldachbau, geständerter Blockbau, 1928. | D-2-76-118-35 Wikidata | BW   |

### Schrollhof
| Lage                    | Objekt      | Beschreibung | Akten-Nr.              | Bild |
| ----------------------- | ----------- | --- | ---------------------- | ---- |
| Schrollhof 1 (Standort) | Traidkasten | Zweigeschossiger Steildachbau, traufseitig mit Laubengang, geständerter Blockbau, zweites Viertel 19. Jahrhundert. | D-2-76-118-36 Wikidata | BW   |

### Stein
| Lage               | Objekt      | Beschreibung | Akten-Nr.              | Bild |
| ------------------ | ----------- | --- | ---------------------- | ---- |
| Stein 3 (Standort) | Ausnahmhaus | Zweigeschossiger Flachsatteldachbau mit Traufschrot, Blockbau, Obergeschoss verschindelt, erste Hälfte 19. Jahrhundert. | D-2-76-118-37 Wikidata | BW   |

### Unterauerkiel
| Lage                        | Objekt                               | Beschreibung | Akten-Nr.              | Bild |
| --------------------------- | ------------------------------------ | --- | ---------------------- | ---- |
| Unterauerkiel 5 (Standort)  | Wohnhaus eines ehemaligen Hakenhofes | Zweigeschossiger Flachsatteldachbau, Blockbau, zum Teil massiv, wohl 1763.                                                                                             | D-2-76-118-40 Wikidata | BW   |
| Unterauerkiel 8 (Standort)  | Wohnstallhaus eines Hakenhofes       | Zweieinhalbgeschossiger Flachsatteldachbau, Wohnteil nach Süden Blockbau mit Giebelschrot, nach Norden Stall mit Bruchstein-Erdgeschoss, erste Hälfte 19. Jahrhundert. | D-2-76-118-41 Wikidata | BW   |
| In Unterauerkiel (Standort) | Gedenkkreuz                          | Gusseisenkruzifix auf Granitstele mit Inschrift, bezeichnet mit 1860.                                                                                                  | D-2-76-118-44          | BW   |

## Ehemalige Baudenkmäler
In diesem Abschnitt sind Objekte aufgeführt, die früher einmal in der Denkmalliste eingetragen waren, jetzt aber nicht mehr. Objekte, die in anderem Zusammenhang also z. B. als Teil eines Baudenkmals weiter eingetragen sind, sollen hier nicht aufgeführt werden. Aktennummern in diesem Abschnitt sind ehemalige, jetzt nicht mehr gültige Aktennummern.

| Lage                                               | Objekt                   | Beschreibung | Akten-Nr.              | Bild |
| -------------------------------------------------- | ------------------------ | --- | ---------------------- | ---- |
| Böbrach Bärnerauweg 37 (Standort)                  | Zugehöriges Ausnahmshaus | Blockbau mit Giebelschrot und geschnitzter Schrotsäule, Anfang 19. Jahrhundert.                                                | D-2-76-118-2 Wikidata  | BW   |
| Böbrach St.-Wolfgangs-Weg 3 (Standort)             | Kleinbauernhaus          | Zweigeschossiger Flachsatteldachbau, verschalter Blockbau mit Brettbaluster-Traufschrot, wohl drittes Viertel 19. Jahrhundert. | D-2-76-118-3 Wikidata  | BW   |
| Dirnberg Dirnberg 5 (Standort)                     | Kleiner Einzelhof        | Mit Blockbau-Obergeschoss, nach Mitte 19. Jahrhundert.                                                                         | D-2-76-118-8 Wikidata  | BW   |
| Etzendorf Etzendorf 2 (Standort)                   | Hakenhof                 | Wohnstallhaus mit Blockbau-Obergeschoss, Mitte 19. Jahrhundert; über dem Stall Blockbau-Traidboden.                            | D-2-76-118-12 Wikidata | BW   |
| Gstaudach Gstaudach 14 (Standort)                  | Einfirsthof              | Einfirsthof, mit Blockbau-Obergeschoss, gegen Mitte 19. Jahrhundert.                                                           | D-2-76-118-16 Wikidata | BW   |
| Oberauerkiel alte Haus-Nr. 94 (Standort)           | Waldlerhaus              | Offener Blockbau mit einfachem Schrot und profiliertem Türsturz, noch 18. Jahrhundert.                                         | D-2-76-118-31 Wikidata | BW   |
| Roppendorf Roppendorf 10 (Standort)                | Stadel                   | Zugehöriger Stadel mit Traidboden, Mitte 19. Jahrhundert.                                                                      | D-2-76-118-34 Wikidata | BW   |
| Stein Steinerberg; ostwärts am Waldrand (Standort) | Kapelle Maria am Stein   | Nach 1918. | D-2-76-118-39 Wikidata | BW   |

## Abgegangene Baudenkmäler
In diesem Abschnitt sind Objekte aufgeführt, die früher einmal in der Denkmalliste eingetragen waren, jetzt aber nicht mehr existieren, z. B. weil sie abgebrochen wurden. Aktennummern in diesem Abschnitt sind ehemalige, jetzt nicht mehr gültige Aktennummern.

| Lage                                   | Objekt                      | Beschreibung | Akten-Nr.              | Bild |
| -------------------------------------- | --------------------------- | --- | ---------------------- | ---- |
| Höhmannsbühl Höhmannsbühl 5 (Standort) | Wohnstallhaus im Waldlertyp | Eingeschossiger Flachsatteldachbau, Kniestock Blockbau, Giebelschrot mit Brettbalustern, Portal bezeichnet mit 1852, im Kern älter. | D-2-76-118-22 Wikidata | BW   |